# وعلان سيلاني
وعلان سيلاني (الاسم العلمي:Commelina zeylanica) هو نوع من النباتات يتبع جنس الوعلان من الفصيلة الوعلانية.